# Бобан Трифуновић
Бобан Трифуновић (Београд, Србија, 14. април 1993) српски је књижевник и визуелни уметник.

## Биографија
У Београду је завршио основну и средњу школу. На Одељењу за етнологију и антропологију Филозофског факултета завршио је основне и мастер студије етнологије и антропологије.
У јесен 2017. године, Трифуновић је публиковао прву приповетку, у антологији фолклорне фантастике под насловом У врзином колу, издавачке куће Страхор из Београда, док је прву збирку приповедака, под насловом Срце лутке публиковао 2018. године. У сарадњи са Народном библиотеком Вељко Дугошевић из Голупца, 2018. године допринео је антологији приповедака о Голупцу, под насловом Гвоздена капија.
У мају 2023. године, Трифуновић је публиковао први роман, под насловом Јагањци.
Докторске студије Трифуновић је уписао на Филолошком факултету Универзитета у Београду 2018, а завршио 2023. године. Своју дисертацију посветио је проблемима аутопоетике и програмске поетике у стваралаштву француског мислиоца румунског порекла Емила Сиорана. Трифуновићев рад о Сиорану је пионирски, јер откако је 1972. године на српски језик преведена његова књига Кратак преглед распадања, о њему није написан ниједан научни рад, нити је публикована једна монографија домаћег аутора. Претходно, Трифуновић је о Сиорану објавио два оригинална научна рада.

## Књижевна критика
Трифуновићева прозна остварења су, досад, наишла на махом позитиван одзив код књижевне критике.
Др Игор Перишић, теоретичар књижевности, истакао је да је једна од најзначајнијих одлика Трифуновићеве прозе, коју сврстава у жанр етнохорора, односно етнофантастике, кафкијанска егзистенцијална језа, изазвана немогућношћу досезања истине.

## Прозне публикације
- Две капије (у антологији фолклорне фантастике У врзином колу)[8]
- Плес у пепелу (у зимском броју часописа Елементи за 2017. годину)[9]
- У камену тврђаве Голубац (у антологији под насловом: Гвоздена капија: збирка прича о Голупцу)[10]

Збирку приповедака Срце лутке Трифуновић је публиковао 2018. године, у издању Отворене књиге из Београда. Збирка садржи следеће приповетке: La fee verte, Велико Дело, Белег, Veteribus ritibus, Сусрет, Вечност, Свите, Преображај, Срце лутке и Посезање за Диимрудом.
У роману Јагањци, Трифуновић је писао о младом писцу хорора, који је на промоцији своје збирке приповедака упознао Ему, водича кроз „Београд иза Београдаа“. На турама, клијентима се представља тајанствена страна престонице Србије. Еми се његова књига допала, али сигурна је да би писао уверљивије ако би иза својих реченица имао искуство – те му нуди да га поведе на туру током последње три ноћи октобра. Сеансе, одласци у хотел Миленбург у којем одседају они који на сеансе иду, познанства са онима који сеансе организују, одлазак у опскурни ексклузивни ноћни клуб. Све то протагонисти пружа оно што му је Ема обећала, али и нешто чему се ни најмање није надао. Роман Јагањци има 230 страна, прво издање штампано је у меком повезу.

## Преводилачка делатност
Трифуновић је са енглеског језика почео да преводи 2023. године. Од тада је превео романе Замак Вулфенбах Елизе Парсонс и  Богиња: демон и Буба Ричарда Марша. За сваки од ових романа, али и за друге романе у истој едицији Отворене књиге, Трифуновић је сачинио кратке критичке поговоре.

## Ликовни радови
Први ликовни рад, цртеж под насловом Увид у структуру: Судар Трифуновић је изложио на колективној изложби под називом Контакт у галерији Месташце у Београду, у децембру 2022. године. Након тога, цртеже је наставио да излаже на колективним изложбама у галеријама Бети Форд и Месташце.
Трифуновићева прва самостална изложба уприличена је у априлу 2023. у галерији Бети Форд, а друга у априлу 2024. у просторијама кафеа Латифе.

## Галерија
- Цртеж Увид у структуру: Судар
- Цртеж Увид у структуру: Одраз II
- Цртеж Увид у структуру: Nesrazmera beskonačnosti I
- Цртеж Увид у структуру: Poravnanje I
- Цртеж Muzika sfera I
- Цртеж Muzika sfera II
- Цртеж Harmonizacija haosa II
- Цртеж Muzika sfera III

## Notes
1. ↑  Група, Аутора (2018). Гвоздена капија: збирка прича о Голупцу (Прво изд.). Голубац: Народна библиотека Вељко Дугошевић Голубац.
2. 1 2  https://www.art-anima.com/predstavljanje-romana-jaganjci-bobana-trifunovica-u-kafeu-latife/
3. ↑  Трифуновић 2020
4. ↑  Trifunović 2022
5. 1 2 3  Trifunović, Boban (2018). Srce lutke (Prvo изд.). Beograd: Otvorena knjiga. стр. 215. ISBN 978-86-7674-292-9.
6. ↑  „Autostoperska paralela”. Autostoperski vodič kroz fantastiku. Архивирано из оригинала 21. 07. 2019. г. Приступљено 13. 10. 2018.
7. ↑  Ognjanović, Dejan. „SRCE LUTKE – Boban Trifunović”. The Cult of Ghoul. Приступљено 24. 11. 2018.
8. ↑  Група, Аутора (2017). У врзином колу (Прво изд.). Београд: Страхор. стр. 405.
9. ↑  Трифуновић, Бобан (2017). „Плес у пепелу”. Елементи, Часопис Центра за промоцију науке. Зима.
10. ↑  Група, Аутора (2018). Гвоздена капија: збирка прича о Голупцу (Прво изд.). Голубац: Народна библиотека Вељко Дугошевић Голубац. стр. 125.
11. ↑  Парсонс, Елиза (2024). Замак Вулфенбах (Прво изд.). Београд: Отворена књига.
12. ↑  Марш, Ричард (2024). Богиња: демон (Прво изд.). Београд: Отворена књига.
13. ↑  Марш, Ричард (2024). Буба (Прво изд.). Београд: Отворена књига.